# Apochinomma pyriforme
Apochinomma pyriforme is een spinnensoort uit de familie van de loopspinnen (Corinnidae).
De wetenschappelijke naam van de soort werd in 1891 als Castianeira pyriformis gepubliceerd door Eugen von Keyserling.